# Kastell Drajna de Sus
Das Kastell Drajna de Sus ist ein römisches Vexillationskastell auf dem Gebiet des zur Gemeinde Drajna gehörenden Dorfes Drajna de Sus im rumänischen Kreis Prahova im nordwestlichen Bereich der Region Muntenien. In antiker Zeit gehörte das Militärlager zu einer Handvoll von Kastellen, die dem Limes Transalutanus (Transalutanischer Limes; Limes jenseits des Olt) vorgelagert waren und diesen nach Osten hin absicherten. Administrativ gehörte es zur Provinz Moesia inferior als Vorläuferin der Dacia inferior.

## Lage und Forschungsgeschichte
Das heutige Bodendenkmal liegt südöstlich des Dorfes, in der Flur Grădiștea auf einer Terrasse am Zusammenfluss der Bäche Drajna und Măclița. Rund drei Kilometer nordwestlich befand sich eine dakische Festung.
Die Entdeckung des Kastells gelang 1883 dem Lehrer Dumitru Basilescu, 1888 wurde von Grigore Tocilescu erstmals eine kleinere Ausgrabung durchgeführt. Oberflächenuntersuchungen erfolgten 1936 durch Alexandru Bărcăcilă. Die ersten systematischen Forschungen wurden 1939 bis 1940 von Gheorghe Ștefan vorgenommen. Erst 1992 wurden die archäologischen Prospektionen und Ausgrabungen wieder aufgenommen und unter der Beteiligung von Cristian Vlădescu, Traian Dvorski, Mihail Zahariade, Marinela Peneş, Ioana Crețulescu und Lucian Mureșan bis ins 21. Jahrhundert fortgesetzt.

## Archäologische Befunde
Es konnten insgesamt zwei Bauphasen differenziert und datiert werden. Ein Holz-Erde-Lager aus der Zeit zwischen 101/102 und 106, sowie ein Steinkastell, das zwischen 106 und spätestens 118 existierte.

### Holz-Erde-Lager
Der Bau des Lagers steht wahrscheinlich im Kontext der militärischen Operationen des Manius Laberius Maximus während des ersten Dakerkrieges (101–102) deren Ziele es waren, sowohl das Bündnis zwischen den Dakern und den Roxolanen zu zerschlagen, als auch eine Kräftekonzentration der Daker an der Hauptfront zu verhindern. Die Offensiven des Laberius Maximus fanden im Herbst des Jahres 101 statt, so dass die Römer aufgrund des bevorstehenden Winters wahrscheinlich nicht mehr genügend Zeit hatten, ihre militärischen Aktionen abzuschließen, was schließlich zum Bau der Kastelle Nordwestmunteniens als Winterquartiere in dieser Region geführt hat.
Archäologisch ist über Größe und Strukturen dieser Bauphase nur wenig bekannt. Es konnte aber die Via sagularis (Lagerringstraße) identifiziert werden. Zudem wurde festgestellt, dass der Agger (Erddamm hinter der Mauer) aus mehreren übereinander liegenden Schichten bestand.

### Steinkastell
Die zweite Bauphase besteht aus einem rechteckigen Steinkastell mit abgerundeten Ecken im typischen Spielkartenformat, das mit seiner Prätorialfront nach Süden hin ausgerichtet war. Seine Abmessungen betragen nach Angaben des letzten Ausgräbers 185 m × 190 m (3,51 ha), nach Darstellung anderer Archäologen 176 mal 233 m, was einer Fläche von 4,10 Hektar entspräche. Geschützt wurde es von einer doppeltem Steinmauer. Die Mauern waren in der Technik des Opus incertum konstruiert. Die Breite der Mauern variierte zwischen 1,00 m und 1,50 m. Der Abstand zwischen ihnen betrug entweder 1,90 m oder 2,50 m. Dieser Zwischenraum war mit Erde gefüllt. Die Porta decumana (rückwärtige Lagerpforte) besaß eine Durchlassbreite von lediglich 2,20 m. In ihrer unmittelbaren Nähe konnten zwei Töpferöfen identifiziert werden. Das Fundmaterial aus diesem Bereich besteht aus fragmentierter römischer Keramik aus lokaler und importierter Ware, die sich auf den Zeitraum zwischen dem letztes Viertel des ersten Jahrhunderts und dem ersten Drittel des zweiten Jahrhunderts datieren lässt, ferner aus dakischer Keramik, rund 30 Fragmenten gestempelter Ziegel, einer Bronzemünze, zwei Schleuderkugeln und einigen fragmentierten Nägeln. Im Inneren des Kastells konnten die Principia, das Hauptquartier des Lagers teilweise freigelegt werden. Ihre 1,50 m mächtigen Mauern bestehen aus Kalkstein und waren außen mit grauweißem Mörtel verputzt. Im Inneren ist die Wand mit großen Ziegelplatten verkleidet. Zwei Räume verfügten über ein Hypokaustum: der 6,80 m mal 4,00 m (= 27,2 m²) messende so genannter „Raum 5“ und der 7,50 m mal 4,75 m (= 35,6 m²) große, so genannte „Raum 6“. Auch das zugehörige Praefurnium (Feuerungsstelle) von beträchtlicher Größe konnte identifiziert werden. Südlich dieser beiden Räume befand sich ein Vestibulum (Vestibül). Die Böden des Gebäudes waren, bis auf einen Raum („Raum 2“), der mit Opus spicatum gepflastert war, mit Opus signinum bedeckt. Das Fundmaterial aus den Principia besteht größtenteils aus gestempelten  Ziegeln, sehr wenig fragmentierter Keramik, drei Schleuderkugeln und einem Eisennagel. Ein weiteres Gebäude, nahe westlich der Principia wurde als Praetorium angesprochen.

## Fundverbleib und Denkmalschutz
Die Aufbewahrung und Präsentation der Funde erfolgt im Muzeul Militar National „Regele Ferdinand I” (Nationales Militärmuseum „König Ferdinand I.“) in Bukarest.
Die archäologische Stätte ist nach dem 2001 verabschiedeten Gesetz Nr. 422/2001 als historisches Denkmal unter Schutz gestellt. Das Gelände ist mit dem LMI-Code PH-I-s-B-16174 in der nationalen Liste der historischen Monumente (Lista Monumentelor Istorice) eingetragen. Der entsprechende RAN-Code lautet 132903.01. Zuständig ist das Ministerium für Kultur und nationales Erbe (Ministerul Culturii și Patrimoniului Național), insbesondere das Generaldirektorat für nationales Kulturerbe, die Abteilung für bildende Kunst und die Nationale Kommission für historische Denkmäler sowie weitere, dem Ministerium untergeordnete Institutionen. Ungenehmigte Ausgrabungen sowie die Ausfuhr von antiken Gegenständen sind in Rumänien verboten.